# Consistórios de Inocêncio VIII
O Papa Inocêncio VIII (1484-1492) criou oito novos cardeais em um consistório em 9 de março de 1489, embora os nomes de dois deles tenham sido publicados somente após sua morte:

## 9 de Março de 1489
1. Lorenzo Cybo de Mari † 21 de dezembro de 1503 [1]
2. Ardicino della Porta † 4 de fevereiro de 1493
3. Antonio Pallavicini Gentili † 10 de setembro de 1507
4. André d'Espinay † 10 de novembro de 1500
5. Pierre d'Aubusson † 3 de julho de 1503

### In pectore
1. Giovanni de 'Medici (publicado em 26 de março de 1492) † 1 dezembro 1521
2. Federico di Sanseverino (publicado em 26 de julho de 1492, após a morte do Papa) † 7 de agosto de 1516
3. Maffeo Gherardi, OSBCam. ( in pectore , publicado em 3 de agosto de 1492, após a morte do Papa)  14 de setembro de 1492

## 26 de março de 1492

### RevelaçãoIn pecture
1. Giovanni de 'Medici, (in pectore 9 de Março de 1489) † 1 dezembro 1521

## 26 de julho de 1492

### RevelaçãoIn pecture
1. Federico di Sanseverino, (in pectore 9 de Março de 1489) † 7 de agosto de 1516

## 3 de agosto de 1492

### RevelaçãoIn pecture
1. Maffeo Gherardi, OSBCam., (in pectore 9 de Março de 1489) † 14 de setembro de 1492